# Asticta angustipennis
Asticta angustipennis là một loài bướm đêm trong họ Erebidae.